# Кубок України з футболу серед аматорів 2015
Кубок України з футболу серед аматорських команд 2015 — 19-й розіграш Кубка України під егідою ААФУ.

## Учасники
У розіграші Кубка взяли участь 32 аматорські команди із 16 областей України.
| Команда                    | Місто/село      | Область        |
| -------------------------- | --------------- | -------------- |
| «15 Громада»               | с. Руданське    | Вінницька      |
| «Авангард»                 | м. Каховка      | Херсонська     |
| «Агро»                     | с. Синьків      | Тернопільська  |
| «Агробізнес TSK»           | м. Ромни        | Сумська        |
| «Балкани»                  | с. Зоря         | Одеська        |
| ФК «Вінниця»               | м. Вінниця      | Вінницька      |
| ФК «Волока»                | с. Волока       | Чернівецька    |
| ФК «Врадіївка»             | смт Врадіївка   | Миколаївська   |
| «Гетьман»                  | м. Хмельницький | Хмельницька    |
| «Гірник»                   | м. Соснівка     | Львівська      |
| СКК «Демня»                | с. Демня        | Львівська      |
| «Єдність»                  | с. Плиски       | Чернігівська   |
| «Жемчужина»                | м. Одеса        | Одеська        |
| «Зарінок»                  | с. Тисовець     | Чернівецька    |
| «Збруч»                    | м. Волочиськ    | Хмельницька    |
| «Зоря-Черкаський Дніпро-2» | с. Білозір'я    | Черкаська      |
| «Інгулець-2»               | смт Петрове     | Кіровоградська |
| «Колос»                    | с. Хлібодарівка | Херсонська     |
| СК «Коростень»             | м. Коростень    | Житомирська    |
| «Мал»                      | м. Коростень    | Житомирська    |
| ФК «Малинськ»              | с. Малинськ     | Рівненська     |
| «Маяк»                     | м. Сарни        | Рівненська     |
| ФК «Миколаїв»              | м. Миколаїв     | Львівська      |
| «Нива»                     | м. Теребовля    | Тернопільська  |
| ФК «Обухів»                | м. Обухів       | Київська       |
| ОДЕК                       | смт Оржів       | Рівненська     |
| «Олімпія»                  | с. Савинці      | Полтавська     |
| «Опір»                     | м. Львів        | Львівська      |
| «Патріот»                  | с. Кукавка      | Вінницька      |
| «Ретро»                    | м. Ватутіне     | Черкаська      |
| «Рух»                      | м. Винники      | Львівська      |
| «Таврія-Скіф»              | с. Роздол       | Запорізька     |

## 1/16 фіналу
Матчі відбулися 12-26 серпня 2015 року.
| Команда 1      | Заг.    | Команда 2                  | 1-й матч | 2-й матч |
| -------------- | ------- | -------------------------- | -------- | -------- |
| «Рух»          | 7:0     | «Гетьман»                  | 4:0      | 3:0      |
| «Нива»         | 1:0     | «Зарінок»                  | 0:0      | 1:0      |
| «Опір»         | 1:8     | ФК «Волока»                | 0:2      | 1:6      |
| «Маяк»         | 1:3     | «Збруч»                    | 1:3      | нв       |
| ФК «Малинськ»  | 2:2 (ч) | СКК «Демня»                | 1:2      | 1:0      |
| «Гірник»       | 4:3     | «Агро»                     | 2:1      | 2:2      |
| ФК «Миколаїв»  | 2:3     | ОДЕК                       | 1:0      | 1:3      |
| ФК «Вінниця»   | 8:1     | «Мал»                      | 5:0      | 3:1      |
| «Ретро»        | 3:4     | «15 Громада»               | 3:2      | 0:2      |
| СК «Коростень» | 2:5     | «Єдність»                  | 2:5      | нв       |
| «Патріот»      | 3:2     | ФК «Обухів»                | 3:1      | 0:1      |
| «Олімпія»      | 2:6     | «Агробізнес TSK»           | 0:2      | 2:4      |
| «Інгулець-2»   | 4:2     | «Зоря-Черкаський Дніпро-2» | 2:1      | 2:1      |
| «Таврія-Скіф»  | 2:3     | «Колос»                    | 2:1      | 0:2      |
| ФК «Врадіївка» | 4:0     | «Жемчужина»                | 1:0      | 3:0      |
| «Авангард»     | 0:4     | «Балкани»                  | 0:1      | 0:3      |

## 1/8 фіналу
Матчі відбулися 2-16 вересня 2015 року.
| Команда 1        | Заг.    | Команда 2    | 1-й матч | 2-й матч |
| ---------------- | ------- | ------------ | -------- | -------- |
| «Нива»           | 2:4     | «Рух»        | 1:3      | 1:1      |
| «Збруч»          | 2:3     | ФК «Волока»  | 1:2      | 1:1      |
| СКК «Демня»      | 0:2     | «Гірник»     | 0:1      | 0:1      |
| ФК «Вінниця»     | 3:1     | ОДЕК         | 2:0      | 1:1      |
| «15 Громада»     | 2:4     | «Єдність»    | 2:1      | 0:3      |
| «Агробізнес TSK» | 5:0     | «Патріот»    | 3:0      | 2:0      |
| «Колос»          | 2:6     | «Інгулець-2» | 1:2      | 1:4      |
| ФК «Врадіївка»   | 3:3 (ч) | «Балкани»    | 2:2      | 1:1      |

## 1/4 фіналу
Матчі відбулися з 30 вересня по 14 жовтня 2015 року.
| Команда 1        | Заг. | Команда 2   | 1-й матч | 2-й матч |
| ---------------- | ---- | ----------- | -------- | -------- |
| «Рух»            | 1:5  | ФК «Волока» | 1:1      | 0:4      |
| ФК «Вінниця»     | 0:1  | «Гірник»    | 0:1      | нв       |
| «Агробізнес TSK» | 2:0  | «Єдність»   | 0:0      | 2:0      |
| «Інгулець-2»     | 3:4  | «Балкани»   | 2:0      | 1:4      |

## 1/2 фіналу
Матчі відбулися 21 та 28 жовтня 2015 року.
| Команда 1        | Заг. | Команда 2   | 1-й матч | 2-й матч |
| ---------------- | ---- | ----------- | -------- | -------- |
| «Гірник»         | 3:4  | ФК «Волока» | 3:2      | 0:2      |
| «Агробізнес TSK» | 1:2  | «Балкани»   | 1:0      | 0:2      |

## Фінал
Матчі відбулися 1 та 8 листопада 2015 року.
| Команда 1 | Заг. | Команда 2 | 1-й матч | 2-й матч |
| --------- | ---- | --------- | -------- | -------- |
| «Гірник»  | 2:1  | «Балкани» | 2:1      | 0:0      |

| Володар Кубка України серед аматорів 2015 |
| ----------------------------------------- |
| «Гірник» Вперше                           |